# Jayson Werth
Jayson Richard Werth (né le 20 mai 1979 à Springfield, Illinois, États-Unis) est un joueur de baseball évoluant à la position de voltigeur de droite pour les Nationals de Washington.
Sélectionné une fois pour le match des étoiles, Werth a remporté la Série mondiale 2008 avec les Phillies de Philadelphie.

## Carrière

### Blue Jays de Toronto
Athlète imposant de 6 pieds 5 pouces et 225 livres, Jayson Werth a été repêché en première ronde (22e au total) du repêchage de 1997 par les Orioles de Baltimore. Les Orioles l'échangèrent cependant aux Blue Jays de Toronto le 11 décembre 2000 en retour du lanceur John Bale. C'est avec l'équipe canadienne que Werth fait sa première apparition dans les majeures le 1er septembre 2002. Peu utilisé par les Jays, il ne prendra part qu'à 41 parties avec cette formation avant d'être transféré aux Dodgers de Los Angeles le 29 mars 2004 en échange du lanceur Jason Frasor.

### Dodgers de Los Angeles
Chez les Dodgers, en 2004, Werth frappe 16 coups de circuit en seulement 89 matchs et 290 présences au bâton. Il produit également 47 points.
Lors du camp d'entraînement, en mars 2005, Werth est atteint au poignet par un tir du lanceur A.J. Burnett, des Marlins de la Floride. Malgré l'inconfort, il joue dans 102 matchs durant la saison régulière, mais ne frappe que 7 circuits en 337 présences au bâton. Il produit 43 points cette année-là.
En 2006, Jayson Werth ne prend part à aucun match en raison de cette blessure au poignet qui s'est aggravée. Devenu joueur autonome, il choisit de quitter les Dodgers en signant le 19 décembre un contrat d'un an avec les Phillies de Philadelphie.

### Phillies de Philadelphie

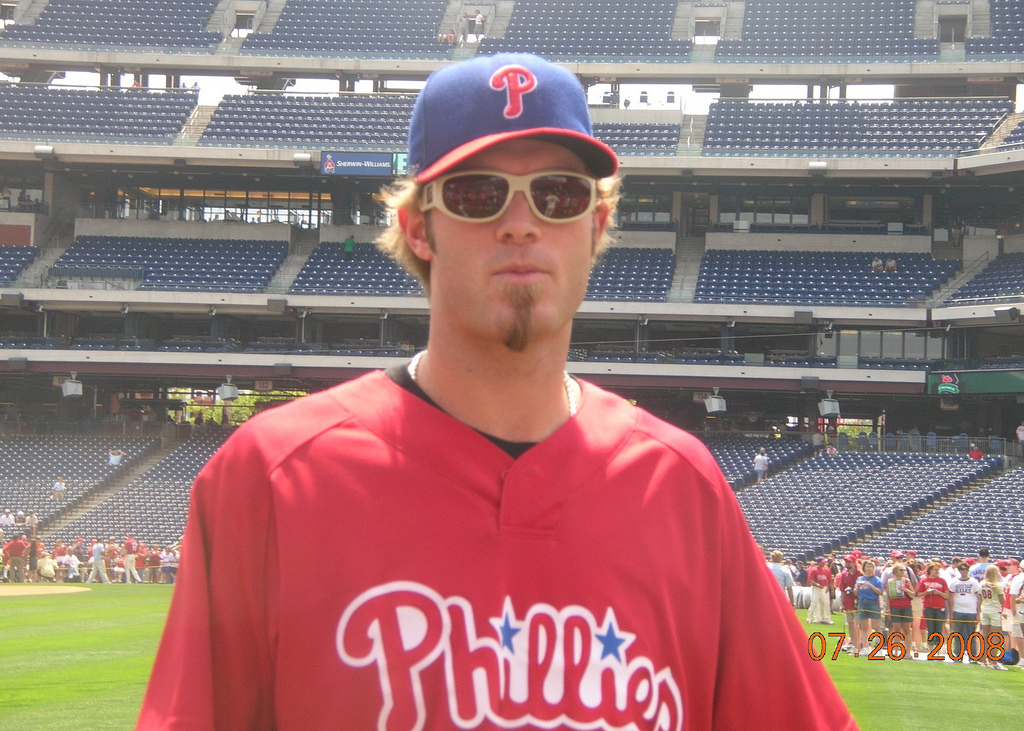
Jayson Werth avec les Phillies.

#### Saison 2008
En 2008 avec Philadelphie, Jayson Werth a frappé pour, 273 avec de nouveaux sommets personnels de 24 circuits et 67 points produits, au cours de la saison où il a pris part au plus grand nombre de matchs (134). C'est toutefois en 2007 que sa moyenne au bâton a été la plus élevée, à, 298 en 94 parties.
Le 16 mai 2008, Werth frappe 3 circuits dans un même match contre son ancienne équipe, les Blue Jays de Toronto, et égale un record de franchise qu'il partage maintenant avec Mike Schmidt en produisant 8 points au cours d'une même rencontre. Il remporte la Série mondiale 2008 avec les Phillies. Il frappe quatre coups de circuit dans les séries éliminatoires cette année-là et maintient une moyenne au bâton de, 444, un pourcentage de présence sur les buts de, 583 avec six buts-sur-balles et une moyenne de puissance de, 778 avec trois doubles et un circuit dans les cinq matchs de la série finale entre les Phillies et les Rays de Tampa Bay.

#### Saison 2009
En 2009, il pulvérise ses records personnels avec 34 circuits et 99 points produits, aidant les Phillies à remporter pour une troisième année de suite le championnat de la division Est. Il honore une première sélection au match des étoiles du baseball majeur. Il frappe trois circuits dans la Série de championnat de la Ligue nationale contre les Dodgers, dont deux dans la cinquième et dernière partie qui voit Philadelphie accéder à la Série mondiale. En grande finale, les Phillies sont défaits par les Yankees de New York. Werth connaît un autre match de deux circuits, dans le troisième duel Phillies-Yankees, mais Philadelphie perd cette partie .

#### Saison 2010
En 2010, il mène la Ligue nationale avec 46 doubles. Il frappe 27 circuits et produit 85 points, des chiffres légèrement inférieurs à ceux de la saison précédente, mais rehausse sa moyenne au bâton à, 296. Il obtient quelques voix au scrutin tenu pour élire le joueur de l'année dans la Ligue nationale et termine huitième.

### Nationals de Washington

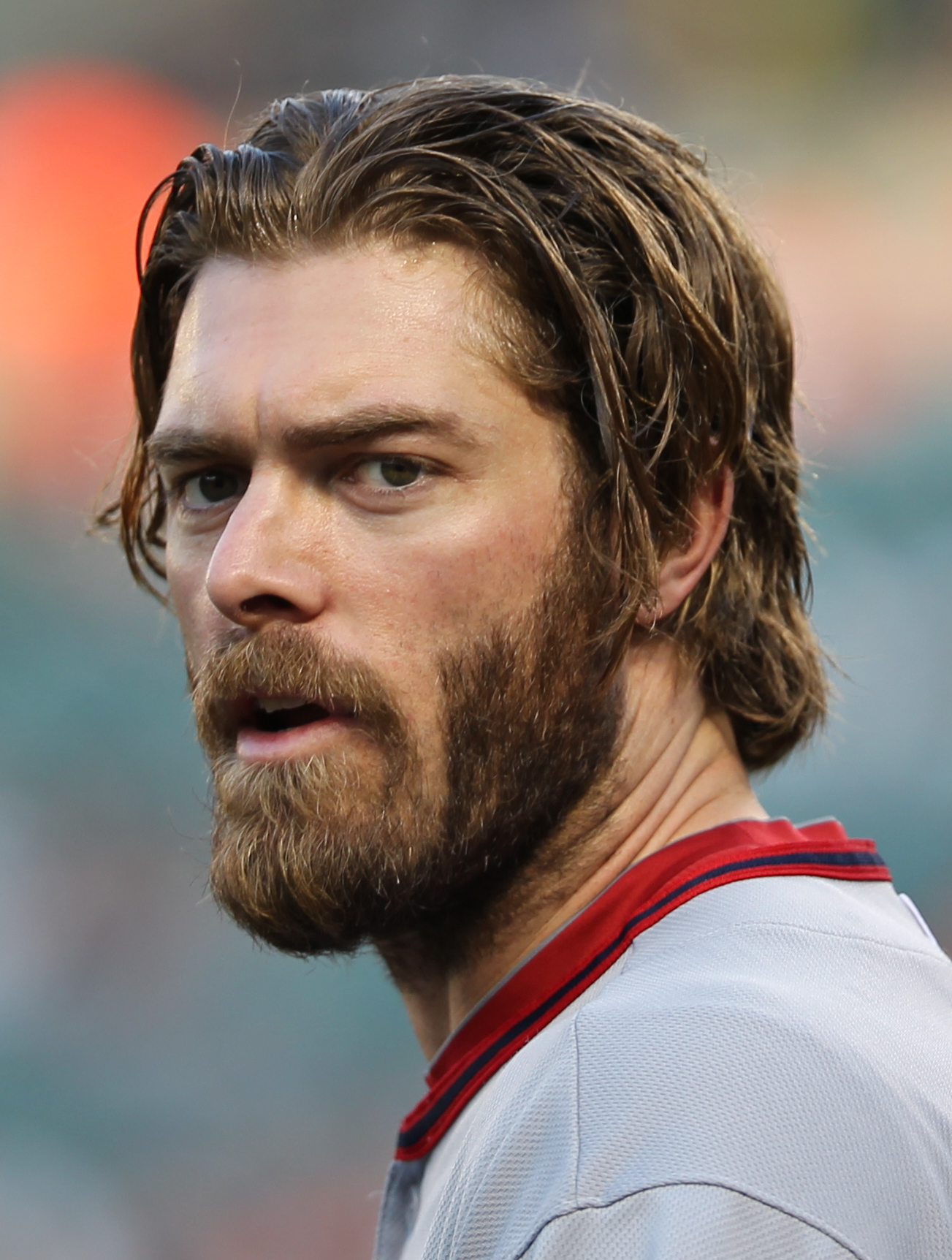
Jayson Werth en 2011.

Le 5 décembre 2010, Werth, devenu agent libre, s'entend avec les Nationals de Washington. Il signe un contrat de sept saisons pour 126 millions de dollars. 

#### Saison 2011
Sa première saison à Washington est décevante et il ne répète pas les succès obtenus à l'attaque à Philadelphie. Werth frappe pour, 232 de moyenne au bâton, sa plus faible en carrière, en 150 parties jouées. Il frappe également son plus bas total de coups de circuit depuis qu'il est un joueur régulier dans les majeures, avec 20, ce qui lui permet tout de même d'ajouter une quatrième saison consécutive de 20 longues balles ou plus. Il termine l'année avec 58 points produits.

#### Saison 2012

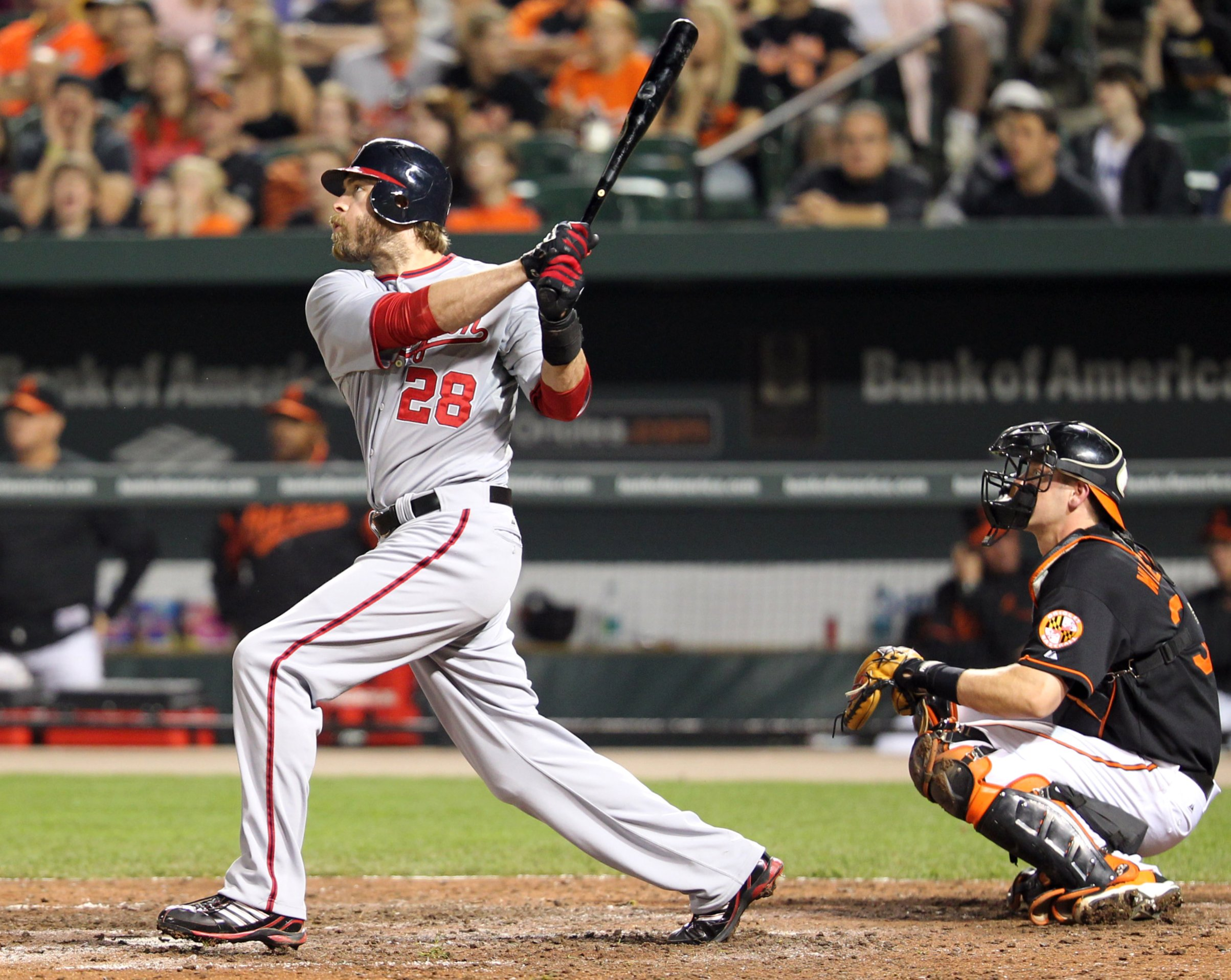
Werth avec les Nationals en 2011.

La saison 2012 de Werth est marquée par une opération au poignet gauche, qu'il se brise en glissant pour faire un attrapé au champ extérieur dans un match contre les Phillies de Philadelphie au début mai. Il revient au jeu pour aider les Nationals à gagner pour la première fois le championnat de leur division. En 81 matchs joués, sa moyenne au bâton s'élève à, 300 et sa moyenne de présence sur les buts à, 387. Il frappe un circuit en Série de divisions contre Saint-Louis.

#### Saison 2013
Jayson Werth mène la Ligue nationale avec 22 points produits en juillet 2013. Il frappe 7 circuits, présente un pourcentage de présence sur les buts de, 450 et une moyenne de puissance de, 622 pour être élu joueur du mois. C'est la première fois qu'un joueur des Nationals reçoit cet honneur.

#### Saison 2014
En juillet 2014, Werth est nommé joueur du mois dans la Ligue nationale pour la seconde fois de sa carrière après avoir mené la ligue avec 24 points produits, 11 doubles, 17 coups sûrs de plus d'un but et remis la seconde meilleure moyenne de puissance (,687) du circuit durant cette période.